# 埼玉県山西省友好記念館
埼玉県山西省友好記念館（さいたまけんさんせいしょうゆうこうきねんかん）は、埼玉県秩父郡小鹿野町にあった施設。神怡舘（しんいかん）。

## 概要
埼玉県と山西省の友好締結10周年を記念して、1992年（平成4年）5月に開館した。山西省の歴史、自然、文化等を紹介している。
2018年（平成30年）3月末閉館。
建物は2020年（令和2年）7月1日よりボルダリング体験施設「クライミングパーク神怡館」として使用されている。

## 所在地
- 埼玉県秩父郡小鹿野町両神薄2245番地